# Joaquim Delfino Ribeiro da Luz
Joaquim Delfino Ribeiro da Luz (Cristina, Minas Gerais, 26 de dezembro de 1824 — Cristina, Minas Gerais, 4 de junho de 1903) foi um magistrado, político e proprietário rural brasileiro.

## Biografia
Filho de Bento Ribeiro da Silva e de Felicidade Perpétua da Luz, casou-se com Maria Umbelina Santiago, filha do Comendador Francisco Carneiro Santiago e de Maria Generosa de Noronha. Foi tio paterno da Viscondessa de Caldas, Felicidade Gomes Ribeiro da Luz, esposa do Visconde de Caldas, Luís Antônio de Oliveira. Duas filhas do Visconde casaram-se com dois filhos do Coronel Cesário Cecílio de Assis Coimbra: Elvira Augusta com Aristides e Antonieta Augusta com Camilo. Era ainda tio avô paterno de Carlos Luz (neto materno do coronel Cesário Cecílio de Assis Coimbra), que em 1955 viria a ser o 19º Presidente do Brasil.
Foi ministro da Marinha (ver Gabinete Rio Branco), ministro da Guerra, ministro dos Negócios da Justiça (ver Gabinete Cotegipe), conselheiro de Estado, deputado geral, presidente de província e senador. do Império do Brasil de 1870 a 1889.
A cidade de Cristina, fundada em 13 de maio de 1774, que primordialmente era denominada Espirito Santo dos Cumquibus, recebeu o novo nome por sugestão do Conselheiro Joaquim Delfino, em homenagem a Dona Teresa Cristina, esposa de Dom Pedro II. Em reconhecimento a esse feito a Princesa Isabel e seu marido o Conde d'Eu visitaram a cidade em 1º de dezembro de 1868 onde foram hospedados no Solar do Conselheiro localizado no principal logradouro da cidade.
O Conselheiro foi proprietário da fazenda Amarela, cuja casa sede mantém suas características originais até hoje. Provedor de benfeitorias para sua cidade natal, entre suas contribuições destaca-se o relógio que ornamenta uma das torres da Igreja Matriz de Cristina.
Ainda contribuiu para a formação acadêmica do cientista Vital Brazil, ajudando-o a colocar-se como escrivão de polícia, podendo, então, com o salário auferido, custear os seus estudos na Faculdade de Medicina do Rio de Janeiro.